# Chevalier O'Gorman
Thomas O'Gorman, dit le Chevalier O'Gorman, né à Castletown le 16 septembre 1732 et mort le 18 novembre 1809 en Irlande, est un médecin, officier du régiment de Walsh, beau-frère du Chevalier d'Éon, négociant, généalogiste des Jacobites et antiquaire Irlandais du XVIIIe siècle et du XIXe siècle.

## Biographie et carrière
Thomas O'Gorman est le fils de Matthew O'Gorman et de Margaret O'Loughlin. Descendant des Uí Bairrche, le clan MacGorman (en) ou O'Gorman est l'une des plus anciennes et illustres familles de la noblesse gaélique d'Irlande. À la suite de l'invasion normande de l'Irlande, le clan s'est fixé dans le comté de Clare situé dans le Royaume de Thomond. Thomas O'Gorman est un proche parent de Charles O'Brien de Thomond et de Jean-Baptiste Mac Nemara,.
En tant que jacobite, il s'exila en France et étudia au Collège des Irlandais puis devint capitaine d'infanterie dans la Brigade irlandaise au Régiment de Walsh au service du roi de France,.
Le Chevalier O'Gorman fut tour à tour médecin, militaire, négociant, généalogiste et antiquaire.
Le Dictionary of Irish Biography indique que « En 1772, il s'est impliqué dans l'éphémère comité d'antiquaires formé par des membres de la Société de Dublin, dont Sir Lucius O'Brien (qv), Thomas Leland (qv), bibliothécaire du TCD, qui lui a permis d'utiliser la bibliothèque, et Charles Vallancey (qv), à qui il a fourni une grande partie du matériel phonétique et grammatical pour sa Grammaire. Grâce à l'initiative d'O'Gorman, le livre de Lecan, qui se trouvait alors à l'Irish College, fut examiné, copié et ensuite présenté à l'Académie. Grâce à ses relations avec l'aristocratie gaélique en exil, il a pu retrouver la harpe de Brian Boru et, avec l'aide financière de William Burton Conyngham (qv) - descendant de la famille qui avait reçu les biens confisqués du grand-père d'O'Gorman - l'offrir au Trinity College (Dublin) ».
La harpe de Brian Boru est, depuis 1922, le symbole national de l'État libre d'Irlande et de la république d'Irlande. Elle apparaît sur les armoiries du pays, sur certains drapeaux de l'Irlande puis sur les pièces irlandaises en euro. La célèbre marque Guinness utilise cette harpe comme symbole en 1862 puis comme logotype déposé en 1876.
Le 12 août 1776, à Londres, pour venger l'honneur du Chevalier d'Éon, le Chevalier O'Gorman provoque de Morande en duel. Faisant tout d'abord mine d'accepter, celui-ci se réfugiera auprès de Lord Mansfield pour faire en sorte d'éviter le duel.
En 1785, le Chevalier O'Gorman présenta le Book of Ballymote (en) à l'Académie royale d'Irlande. En effet, le Dictionary of Irish Biography indique que « Ayant appris de Muiris Gorman à déchiffrer l'écriture oghamique, il a pu traduire (1785) le Livre de Ballymote à Auxerre, où il a permis à Béranger (qv) de copier certaines de ses illustrations avant de le présenter à la RIA ».
En 1791, Maurice-François de Mac-Mahon, le père de Patrice de Mac Mahon, futur duc de Magenta, maréchal de France et président de la République française, aura recours à ses services pour constituer un dossier et être ainsi admis aux honneurs de la Cour.

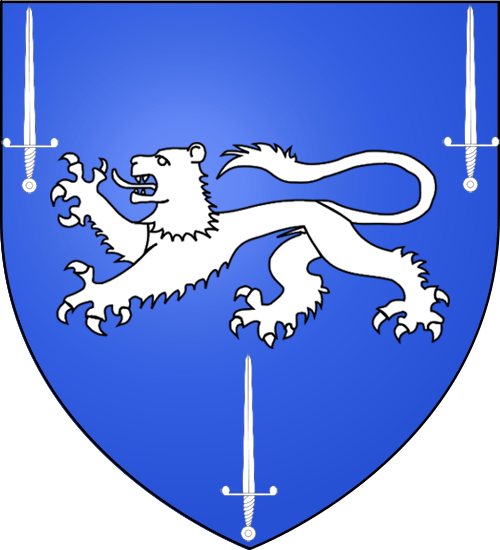
Clan O'Gorman

## Mariage et descendance
En 1757, il se marie à Paris, en la Paroisse de Saint-André-des-Arts avec Marguerite Françoise d'Éon, fille de Louis d'Éon, maire de Tonnerre en Bourgogne et sœur du célèbre Chevalier d'Éon. Ils eurent trois enfants :
- Charles Thomas, comte O'Gorman, né en 1761 ;
- Louis Auguste, vicomte O'Gorman, né en 1767 ;
- Joseph Donat dit le chevalier O'Gorman d'Éon, né en 1769.

## Publications
- The Genealogy of the Very Ancient and Illustrious House of O'Reilly: Formerly Princes and Dynasts of Brefny O'Reilly, Now Called the County of Cavan in the Kingdom of Ireland par Thomas O'Gorman (Chevalier),  (ISBN 9781900921312)